# Поход на Портобело
Поход на Портобело — взятие флибустъерами под предводительством Генри Моргана в 1668 году города Портобело, находившегося на материковой части Америки под владением Испании.

## Исторические события

### Положение Испании на мировой арене
В XVII веке Испания боролась с Англией за господство на море. Соответственно политика этих государств была направлена на уничтожение конкурента, в том числе политической поддержкой пиратов для нападения на враждебные суда. В 1668 году Испания была включена в Ахенский мир, формальным последствием чего был мир с европейскими государствами и Англией. Однако морские разбойники по-прежнему, были опасны для судов и городов.

### Поход на Портобело
Поход на Портобело был организован в 1668 году. После недостаточно выгодного, по оценке Моргана, нападения на город Эль-Пуэрто-дель-Принчипе и дальнейшего его разграбления он стал замышлять поход на богатый испанский город Порто-Белло. О своих планах капитан никому не говорил до последнего момента, остерегаясь испанских лазутчиков.
Портобело охранялся тремя фортами. Нападение Генри Морган начал ночью, когда его судно бросило якорь недалеко от города, и на мелководных суднах он вместе со своей командой высадился в гавани, не создавая лишнего шума. Следующим шагом было взятие в плен часового с форпоста, от которого Морган получил интересующую его информацию. Затем команда пиратов подошла к первому форту. Часовой от имени Генри Моргана предложил сдаться по-хорошему, иначе всех ждала неминуемая смерть. Угроза была проигнорирована, и в ответ флибустьеры получили выстрелы. Несмотря на это, команда Моргана быстро взяла первый форт и исполнила свои угрозу, закрыв всех пленных солдат гарнизона в одном помещении, а затем взорвав их.
Следующим шагом пираты пошли на город. Несмотря на попытки губернатора призвать жителей к защите города, горожане больше беспокоились о том как спрятать свои богатства. Губернатору ничего не оставалось, как идти во второй форт. Здесь испанцы защищались особо упорно, долго и отчаянно. Этот форт Моргану удалось взять смекалкой. Он приказал привести монахов и монахинь, чтобы те сперва подготовили лестницы, по которым можно было бы сразу подниматься по четыре человека в ряд. Затем эти лестницы монахи и монахини приставили к стенам. Таким образом люди в духовном чине должны были служить живым щитом для пиратов. Все офицеры гарнизона дрались до смерти. Нужно отдать должное смелости губернатора, он не сдавался до последнего. Морган предлагал сохранить ему жизнь, однако он отказался и предпочел умереть с оружием в руках.
После взятия двух крепостей флибустьеры провели ночь пьянок и насилия. А на следующий день начали искать все сокровища, допрашивали горожан, подвергая жестоким пыткам, пережить которые смогли не все.

### Отплытие
Генри Морган узнал о том что губернатор Панамы собирает войска для того, чтобы подавить пиратов численным превосходством. Однако это не поменяло планов капитана. Пираты две недели грабили город и тратили жизненно необходимые ресурсы. Это и побудило их покинуть город. Однако напоследок губернатору Панамы были отправлены пленные, которые передали требования Моргана в плате 100 000 пиастров, иначе пираты уничтожат город полностью. Это возмутило губернатора, и он отправился против Моргана с не полностью сформированным войском, однако вчетверо превосходившим противника.
Пираты напали на солдат губернатора Панамы, и несмотря на количественное преимущество противника, отразили испанцев. К Моргану прислали гонца, который предлагал Моргану освободить немедленно Портобело, иначе пиратов ждет неминуемая смерть. Генри Морган ответил жестко, что сперва он должен получить требуемый выкуп, если не получит, то уничтожит город и его жителей, а потом уедет. Этот ультиматум подорвал рвения губернатора, и он, так и не дождавшись поддержки с Картахена, разрешил жителям города действовать на свое усмотрения. Те, в свою очередь, быстро собрали требуемые 100 000 пиастров. Сам губернатор Панамы удивлялся мужеству флибустьеров.

## Пират Генри Морган

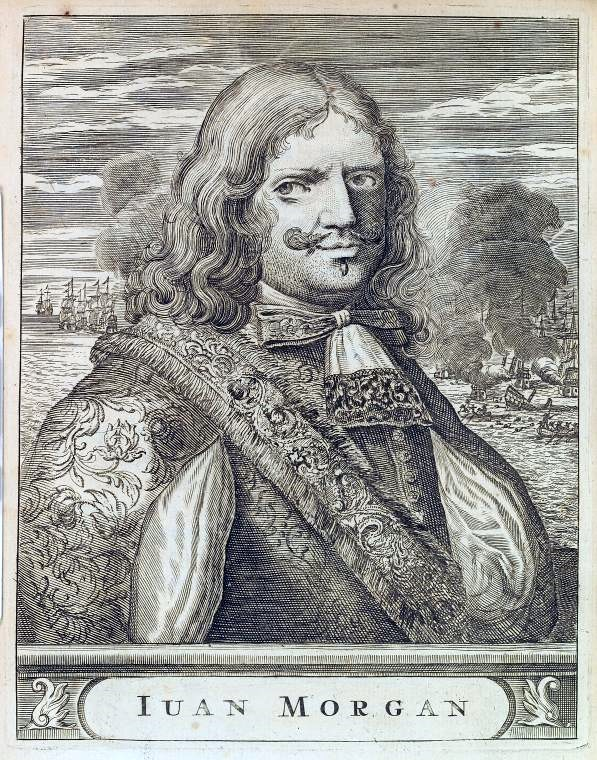

Генри Морган (англ. Henry Morgan; 24 января 1635 года, Кардифф, Уэльс — 25 августа 1688 года, Порт-Ройал, Ямайка) — один из самых известных предводителей пиратов XVII века. Родился в семье богатого британского закупщика, однако дело отца ему не пришлось по душе. Морган прошел путь от рядового морского разбойника и до вице-губернатора на острове Ямайка. Активно продвигал колониальную политику Англии во время её противостояние с Испанией за роль мирового господства на море, за что правительство Британии благоволило ему в нападении на испанские корабли и города.
Однако, исходя из дальнейшего развития ситуации, можно сделать вывод, что Генри Морган преследовал только корыстные мотивы, а никак не патриотические. Например, в 1671 году Генри Морган напал на Панаму вопреки заключенному Мадридскому договору между Англией и Испанией, сославшись на то что он не знал про заключения этого договора. На судебном процессе секретарь Моргана Джон Пик показал под присягой, что шлюп с курьером с письмом губернатора прибыл к Моргану за три дня до начала штурма Панамы и, таким образом, Морган напал на Панаму зная о подписании Мадридского договора.
Об этом свидетельствует и сообщение Томаса Линча в министерство торговли, о своём решении вывести Генри Моргана из состава Совета Ямайки:
Сэр Генри Морган и капитан Морган организовали специальный клуб, посещаемый только пятью или шестью лицами, где диссиденты богохульствовали и ругались.
И далее:
Во время пьянок сэр Генри поносит правительство, ругается, чертыхается и божится сверх всякой меры».